# Das Erbe der Guldenburgs

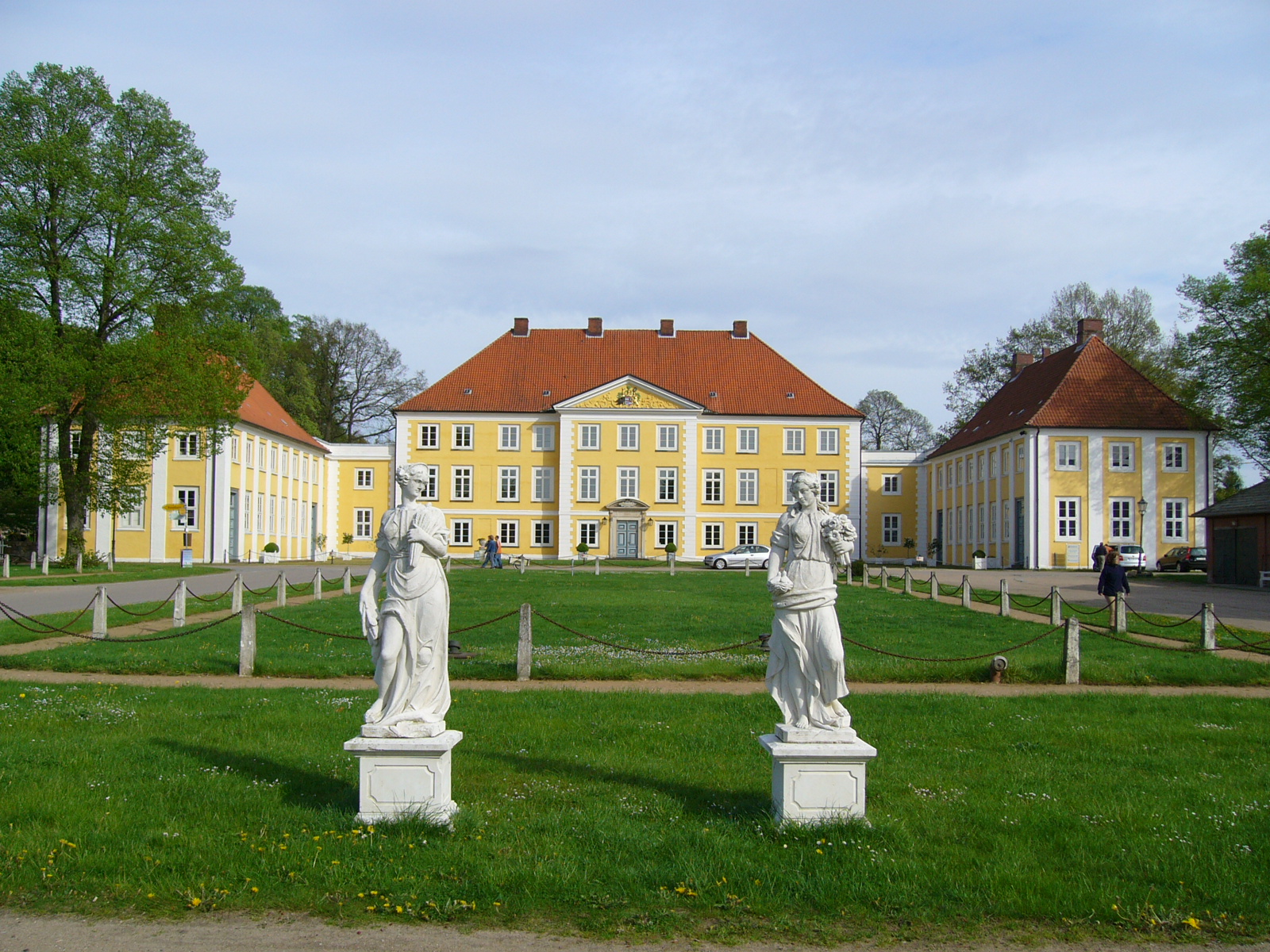
Drehort vieler Außenaufnahmen, Gut Wotersen

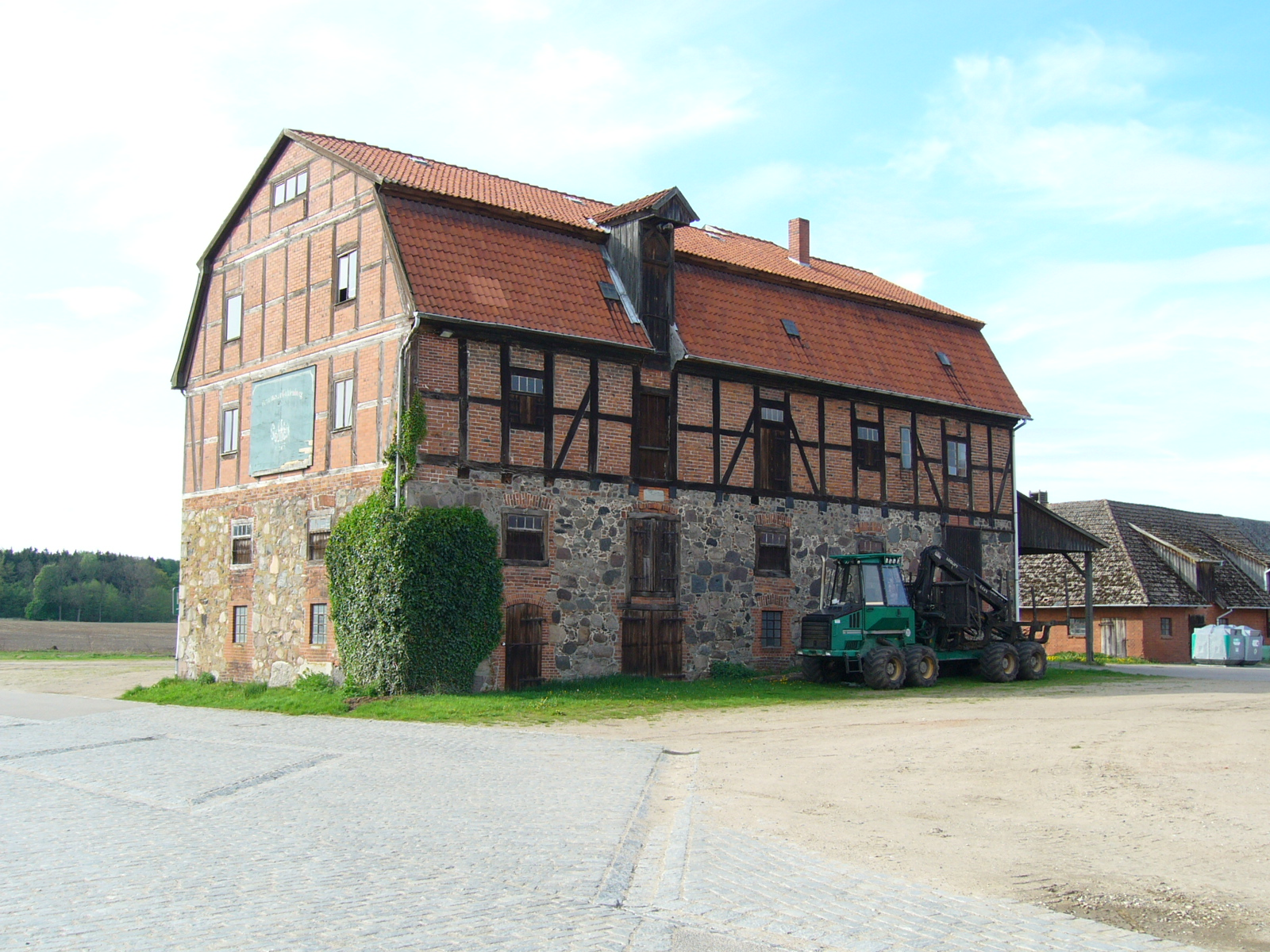
Lagerhaus (2006), noch mit dem „Firmenschild“ der fiktiven Brauerei

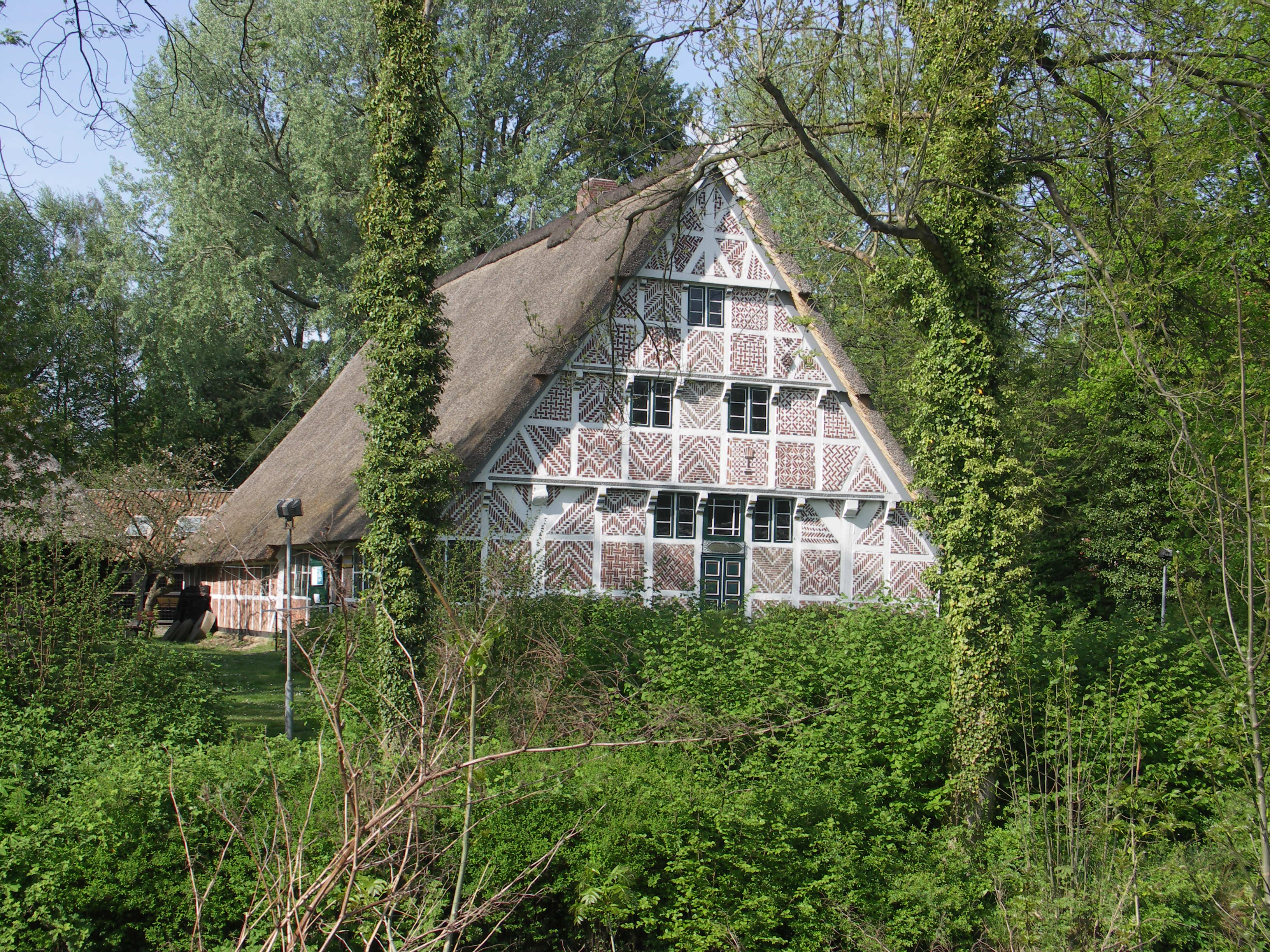
Diente als Wohnhaus des Grafen Max von Guldenburg: Das Altländer Haus in Stade von 1733

Das Erbe der Guldenburgs ist eine deutsche Fernsehserie, die zwischen 1987 und 1990 im ZDF ausgestrahlt wurde und zu den erfolgreichsten deutschen Serien ihrer Zeit zählt. Neben dem Pilotfilm Die goldene Kette mit 90 Minuten Gesamtspieldauer wurden 39 weitere Folgen von je 45 Minuten ausgestrahlt. Produziert wurde die Serie von der neuen deutschen Filmgesellschaft (ndF).

## Inhalt
Thema der Serie ist das Leben der fiktiven deutschen Adelsfamilie von Guldenburg. Die Familie lebt auf ihrem Stammsitz Schloss Guldenburg. Familienoberhaupt Martin Graf von Guldenburg leitet die Geschäfte, zu denen neben dem Guldenburg-Gestüt auch eine Bierbrauerei gehört. Daneben besitzt die Familie die Mehrheitsanteile an der Privatbank Schulte & Co. in Lübeck. Die familieneigenen Betriebe befinden sich aufgrund von Fehlentscheidungen in einer wirtschaftlich zunehmend schwierigen Lage, die der Graf jedoch vor seiner Familie verheimlicht. Die konkurrierende Familie Balbeck versucht, die Notlage auszunutzen und sich den Besitz der Guldenburgs anzueignen.
Als der Graf kurz nach seinem 60. Geburtstag bei einem Autounfall tödlich verunglückt, erkennt die Familie, dass sie kurz vor dem Ruin steht. Der Graf hinterlässt seine zweite Ehefrau Christine mit ihren beiden gemeinsamen Kindern Alexander und Susanne, die zusammen mit ihrer Mutter auf dem Schloss leben. Außerdem hat er zwei erwachsene Kinder aus erster Ehe: Thomas und Evelyn. Es stellt sich heraus, dass Graf von Guldenburg – was außer seinem Chauffeur Kröger niemand wusste – auch noch eine Geliebte in den USA hatte, für die er ein eigenes Haus am See gekauft hatte, in dem sie mit dem gemeinsamen Sohn lebt. Sein Bruder, der Wissenschaftler Dr. Max von Guldenburg, legt keinen Wert auf die Traditionen des Adelshauses, widmet sich seinen Forschungen und ist Ratgeber bei privaten Problemen einzelner Familienmitglieder. Unweit vom Schloss lebt die Mutter des Verstorbenen, die als Matriarchin versucht, die Traditionen aufrechtzuerhalten.

## Weitere Darsteller
- Balduin Baas – Georg Altdorf
- Christopher Buchholz – Claudio Torres
- Daniel Gélin – Gregor Baschkurin (dt. Stimme: Wolfgang Draeger)
- Malte Jaeger – Anton Schulte
- Ursula Karven – Birgit Berger
- Alexander Kerst – Henry Deichmann
- Juraj Kukura – Christoph
- Ute Lemper – Peggy Brinkley
- Heinz Gerhard Lück – Dr. Hermann Petzold
- Astrid Meyer-Gossler – Gisela Reinders
- Hans Paetsch – Dr. Hollander
- Monika Peitsch – Aenne Günther
- Sabine Postel – Barbara Strobel
- Hartmut Reck – Mattuschek
- Eva Renzi – Edith von Meerungen
- Regina Sattler – Sabine Deichmann
- Karl Schönböck – Graf Steinfeld
- Franz Josef Steffens – Walter Ambusch
- Friedrich von Thun – Johannes von Meerungen
- Walter Buschhoff – Pfeiffer
- Bernhard Wicki – Frederico Torres
- Horst Frank – Harald Bosse
- Amadeus August – Maurice Bernard
- Günther Heising – Friedrich Offenbach
- Knut Hinz – Manfred Gesswein
- Kurt Ackermann – Dr. Müller–Hellwege
- Aranka Jaenke-Mamero – Frau Stahl (Sekretärin)
- Luma de Oliveira – Isabella Marco

Gastauftritte
- Stewart Granger – Jack Brinkley (dt. Stimme: Henry Kielmann), Vater von Peggy (Folge 1.11, Der kleine Bruder)
- Frank Zander – Reporter (Folge 2.03, Die schlechte Freundin)
- Richard Clayderman – Pianist (Folge 2.09, Die schöne Illusion)
- Milli Vanilli – Musiker (Folge 2.13, Das späte Glück)
- Taco – Singender Gast (Folge 3.04, Die wahre Liebe)

## Episoden

### Staffel 1
| Folge | Episodentitel          | Erstausstrahlung |
| ----- | ---------------------- | ---------------- |
| 1.01  | Die goldene Kette      | 29. Januar 1987  |
| 1.02  | Die schwarze Rose      | 31. Januar 1987  |
| 1.03  | Das letzte Vermächtnis | 8. Februar 1987  |
| 1.04  | Das offene Geheimnis   | 14. Februar 1987 |
| 1.05  | Das schnelle Geld      | 22. Februar 1987 |
| 1.06  | Das offene Messer      | 28. Februar 1987 |
| 1.07  | Das rote Kleid         | 8. März 1987     |
| 1.08  | Die große Liebe        | 14. März 1987    |
| 1.09  | Der neue Anfang        | 22. März 1987    |
| 1.10  | Die endlose Nacht      | 28. März 1987    |
| 1.11  | Der kleine Bruder      | 4. April 1987    |
| 1.12  | Kopf oder Zahl         | 11. April 1987   |
| 1.13  | Das bittere Ende       | 18. April 1987   |
| 1.14  | Die verlorene Tochter  | 25. April 1987   |

### Staffel 2
| Folge | Episodentitel           | Erstausstrahlung  |
| ----- | ----------------------- | ----------------- |
| 2.01  | Der neue Mann           | 2. Dezember 1989  |
| 2.02  | Die heimliche Hochzeit  | 2. Dezember 1989  |
| 2.03  | Die schlechte Freundin  | 9. Dezember 1989  |
| 2.04  | Der berühmte Gast       | 16. Dezember 1989 |
| 2.05  | Der falsche Moment      | 23. Dezember 1989 |
| 2.06  | Der traurige Abschied   | 30. Dezember 1989 |
| 2.07  | Der unfreiwillige Vater | 6. Januar 1990    |
| 2.08  | Die große Enttäuschung  | 13. Januar 1990   |
| 2.09  | Die schöne Illusion     | 20. Januar 1990   |
| 2.10  | Das gleiche Boot        | 27. Januar 1990   |
| 2.11  | Die krumme Tour         | 3. Februar 1990   |
| 2.12  | Die große Show          | 10. Februar 1990  |
| 2.13  | Das späte Glück         | 17. Februar 1990  |

### Staffel 3
| Folge | Episodentitel               | Erstausstrahlung |
| ----- | --------------------------- | ---------------- |
| 3.01  | Das falsche Testament       | 24. Februar 1990 |
| 3.02  | Der schöne Fremde           | 3. März 1990     |
| 3.03  | Die große Versuchung        | 10. März 1990    |
| 3.04  | Die wahre Liebe             | 17. März 1990    |
| 3.05  | Die feindlichen Geschwister | 24. März 1990    |
| 3.06  | Die leere Wiege             | 31. März 1990    |
| 3.07  | Der rote Rubin              | 7. April 1990    |
| 3.08  | Das fremde Land             | 14. April 1990   |
| 3.09  | Der verlorene Sohn          | 21. April 1990   |
| 3.10  | Der letzte Strohhalm        | 28. April 1990   |
| 3.11  | Der bittere Sieg            | 5. Mai 1990      |
| 3.12  | Das verwunschene Schloss    | 12. Mai 1990     |
| 3.13  | Das letzte Kapitel          | 19. Mai 1990     |

## Hintergrund
- Die Serie spielt im Wesentlichen in Schleswig-Holstein und Hamburg. Als Kulisse für den Stammsitz der Familie diente das Schloss Wotersen in Roseburg bei Hamburg. Die Innenaufnahmen wurden auf Gut Hasselburg in Altenkrempe gedreht. Die Außenaufnahmen des Wohnhauses von Margot Balbeck wurden ab der zweiten Staffel auf dem Gelände der heutigen Villa von Dieter Bohlen in Tötensen gedreht,[2] die des Schlosses von Hertha von Guldenburg wurden im Schloss Kulpin durchgeführt. Die Serie bescherte Schloss Wotersen und dessen Umgebung zeitweise einen regen Zustrom an Touristen.[3]

- Das „Guldenburg Bier“ der fiktiven Brauerei war eine Zeit lang tatsächlich im Handel erhältlich. Nach dem Erfolg der Serie vertrieb das Brauhaus zu Jever, die auch das Layout für die Guldenburg-Brauerei geliefert hatte, ein Bier mit Namen „Guldenburg Premium“. Die Bavaria-St. Pauli-Brauerei, die mit dem markanten Astra-Turm als Kulisse für die mit den Guldenburgs konkurrierende Brauerei Balbeck diente, vertrieb ebenfalls ein Bier unter dem Namen „Balbeck Pilsener“.[2] Das Layout ähnelte stark dem der Marke Astra, die von der St. Pauli-Brauerei vertrieben wurde.[4] Ebenso wurden Gläser und Humpen beider Marken hergestellt und vertrieben. Auch wenn die beiden Biere unter dem fiktiven Label nicht mehr erhältlich sind, werden noch immer Bierdosen bei Internetauktionen angeboten.

- Die Brauerei-Gebäude der Bavaria-St. Pauli-Brauerei wurden nach der Übernahme durch Holsten 2003 abgerissen und durch einen modernen Gebäudekomplex mit Büroräumen und einem Hotel, das Neubau-Quartier Hafenkrone, ersetzt.[5]

- Die Darstellerin der Gräfin Hertha von Guldenburg, Brigitte Horney, verstarb drei Tage vor Ende der Dreharbeiten der zweiten Staffel. Da sie eine tragende Rolle verkörperte, musste das Drehbuch zur dritten Staffel nach ihrem Tod komplett umgeschrieben werden.[6]

- Der Pilotfilm zur Serie wird inzwischen zumeist in zwei Teilen ausgestrahlt.

## Musik
Die Musik zur Serie komponierte Eberhard Schoener. „Das Erbe der Guldenburgs – Original Filmmusik zur ZDF-Fernsehserie“ erschien 1989 auf LP, MC und CD. Die Titelmusik ist außerdem auf dem Sampler „Die schönsten Melodien aus dem ZDF – Musikalische Höhepunkte beliebter ZDF-Serien“ von 1994 enthalten. Sie ist eine Instrumentalversion des Liedes Call the Circus, dessen Melodie Schoener 1982 für Esther Ofarim komponierte. Die Erstveröffentlichung des Liedes fand 1982 auf Ofarims LP „Complicated Ladies“ statt. Es wurde 1998 nochmals auf dem Sampler „The Sound Of Derrick“ auf CD veröffentlicht.

## Rezeption

### Einschaltquoten
Bei der Erstausstrahlung erreichte die Serie bis zu 49 % Marktanteil und gilt damit als „Straßenfeger“. Der Pilotfilm erreichte bei der Erstausstrahlung am 29. Januar 1987 fast 18 Millionen Zuschauer, die erste Staffel sahen im Schnitt 16,8 Millionen. Die 1989 bis 1990 ausgestrahlte zweite und dritte Staffel hatte noch Quoten über 11 Millionen Zuschauer.

### Kritiken
Die Serie wurde als „deutsche Antwort auf Dallas und Der Denver-Clan“ wahrgenommen obwohl die Produktionsfirma „ein großes deutsches Familien-Epos“, das „sich aber von Dallas unterscheiden“ sollte, im Blick hatte. Von der zeitgenössischen Kritik wurde die Serie Ende der 1980er Jahre äußerst negativ aufgenommen.
In einer Rezension auf spiegelonline wurde 2009 hingegen gelobt, dass die Serie „mit viel Liebe zum Detail verfilmt“ wurde. Es tue dem Zuschauer von heute „die schöne Langsamkeit der achtziger Jahre gut“. Gelobt wurde die Besetzung, es sei die „deutsche Fernsehelite der achtziger Jahre“ zu sehen. „Genial“ sei „Wilfried Baasner als böser Schwiegersohn Achim Lauritzen und Iris Berben als dessen verzweifelte, versoffene Ehefrau“. „Aber ungeschlagen“ sei jedoch Ruth-Maria Kubitschek als Brauereichefin, die im Laufe der Serie „depressiv, alkohol- und tablettenabhängig“ wurde.
Hendrik Steinkuhl bemerkte 2017, die Serie sei „der letzte Straßenfeger“ und „eine große, aber unterschätzte Serie mit starken Frauen“, von denen Christiane Hörbiger „die stärkste unter den prominent besetzten Damen“ gewesen sei. Steinkuhl hob auch das Spiel von Iris Berben („Selten gab es Iris Berben besser als in der Rolle der labilen Grafentochter“) und vor allem Wilfried Baasner als der „überragende Bösewicht“ hervor. „So eine durchgeknallte Mephistofigur“ habe „es davor und danach nicht gegeben“. Er kritisierte hingegen Sydne Rome, die mit ihrem „sehr übersichtlichen schauspielerischen Talent“ die „Serienfreude erheblich“ trübe, ebenso wie die „fürchterliche“ Synchronisation der nicht deutschsprachigen Darsteller Sydne Rome und Stewart Granger. Das „Fantasiedeutsch“ von Granger klinge „wie eine Parodie auf Marc Terenzi“.
Ruth Maria Kubitschek sagte später über ihre Rolle: „Das war eine wunderbare Rolle, die hat mir großen Spaß gemacht“.
Harald Schmidt bezeichnete die von ihm konzipierte und 2019 ausgestrahlte Miniserie Labaule & Erben als „eine Art Guldenburgs mit Internet“.